# Loranquillo
Loranquillo es una localidad española perteneciente al ayuntamiento de Belorado, situado en la provincia de Burgos, en la comunidad autónoma de Castilla y León. Fue municipio independiente hasta mediados del siglo XIX, cuando se integra en el municipio de Quintanaloranco. Pertenece al municipio de Belorado desde la década de los 70 del siglo XX, cuando desaparece el municipio de Quintanaloranco. Los últimos habitantes de Loranquillo abandonaron el pueblo en la década de 1990, desde entonces es un despoblado.

## Geografía
Loranquillo se localiza en la zona de Las Lomas, cerca del arroyo de Valdesalgüero, sus coordenadas son: 42°28′50 (norte), 3°12′0 (oeste). Las poblaciones más cercanas son Quintanaloranco, Fresno de Río Tirón y Cerezo de Río Tirón. Dista 55 km de la ciudad de Burgos. Loranquillo es una de las seis pedanías de Belorado, municipio situado en el noreste de la provincia de Burgos. Pertenece también a la comarca de La Bureba y a la mancomunidad de Las Lomas de Bureba -integrada por los municipios de Carrias, Bañuelos de Bureba, Belorado y Quintanilla San García-, cuya finalidad es la captación, conducción y abastecimiento de aguas del manantial de San Indalecio. Se accede a la localidad desde Belorado por las carreteras provinciales BU-710, BU-V-7120 y BU-V-7202; se llega a Loranquillo tras dejar atrás Minera Santa Marta, Castil de Carrias y Quintanaloranco.

## Historia
En el censo de Floridablanca de 1787 se encuentra como Villa perteneciente a la Hermandad de Montes de Oca, en el partido de Juarros, uno de los que integraban la Intendencia de Burgos durante el periodo 1785-1833. Tenía jurisdicción de realengo ejercida por el Monasterio de las Huelgas cuya abadesa nombraba su alcalde ordinario. En el censo de 1842 aparece como villa con 64 habitantes (población de derecho) y 20 hogares. A partir del censo de 1857, el censo no proporciona datos de población de Loranquillo porque el municipio desaparece y se integra en el de Quintanaloranco.
El Diccionario Madoz ofrece los siguientes datos sobre Loranquillo:
"vecindad con ayuntamiento en la prov., dióc, audiencia territorial y ciudad g. de Burgos (8 leguas), partido judicial de Belorado. Situado en un barranco rodeado de cuestas, donde reinan con especialidad los vientos N. y O., cuya circunstancia hace que el Clima sea frío y las enfermedades más comunes, los catarros y pulmonías. Tiene unas 20 o 30 CASAS, inclusa la consistorial; una escuela de primera educación concurrida por 12 o 14 niños, y dotada con 24 fanegas de trigo; una fuente de aguas salobres dentro de la pobl.; iglesia parroquial (San Miguel) aneja de Quintana Loranco, servida por un cura párroco y un sacristán; y una ermita (San Vítores, colocada junto al pueblo y al pié de una cuesta, pero en parte llana. Confina el lérm., N. Castrillo; E. Quintana Loranco; S. Fresno del Río Tirón y O. Cerezo; El terr. es estéril los caminos se hallan en mediano estado y dirigen á los pueblos limítrofes; y la correspondencia se recibe de Belorado, por medio de las personas que van á este pueblo á sus diligencias, PRODUCCIÓN PRINCIPAL: trigo y cebada, ganado lanar merino y c h u r r o ; y caza de algunas liebres, INDUSTRIA la agrícola, POBLACIÓN 20 vec , 64 almas CAP. PRODUCCIÓN; 4 9 0 5 2 0 r s . IMP. 4 5 , 1 8 5 . CONTRIBUCIONES 3 , 4 6 5 reales 3 mreales".
En los años 70 del siglo XX, Loranquillo y otros pueblos -Avellanosa de Rioja, Eterna, Puras de Villafranca y Quintanaloranco- se unieron al cercano Belorado. Las gentes del lugar tenían que recoger el agua de lluvia en tinajas para abastecerse, ya que el agua de las fuentes de la zona no es apta para consumo humano debido a su gran contenido en yesos, abundantes en el suelo. La falta de expectativas de futuro en el pueblo hizo que los vecinos se fueran marchando, sobre todo a Belorado, Briviesca, Burgos y Vitoria. Los últimos habitantes se marcharon hacia el año 1996, desde entonces el pueblo es frecuentado por descendientes de los que se fueron. La iglesia se encuentra cerrada, pero algunas casas han sido arregladas y se mantienen las placas de las calles en los edificios del núcleo principal. Las calles principales son calle La Iglesia, calle Mayor y plaza Mayor.

## Festividades
El pueblo celebraba sus fiestas patronales el día 29 de septiembre honrando a su patrón San Miguel. En mayo los vecinos acudían en romería junto con los de otros pueblos al convento de San Vitores en Fresno de Río Tirón.

## Patrimonio
Iglesia Parroquial de San Miguel
La iglesia de la localidad está bajo la advocación de San Miguel Arcángel, depende de la parroquia de Cerezo de Río Tirón, en el arciprestazgo de Oca-tirón, diócesis de Burgos. En la actualidad se encuentra cerrada.

## Demografía
| 1842 |  | 1857 |  | 1860 |  | 1877 |  | 1887 |  | 1897 |  | 1900 |  | 1910 |  | 1920 |  | 1930 |  | 1940 |  | 1950 |  | 1960 |  | 1970 |  | 1981 |  | 1991 |  | 2001 |  | 2011 |
| ---- |  | ---- |  | ---- |  | ---- |  | ---- |  | ---- |  | ---- |  | ---- |  | ---- |  | ---- |  | ---- |  | ---- |  | ---- |  | ---- |  | ---- |  | ---- |  | ---- |  | ---- |
| 64   |  | -    |  | -    |  | -    |  | -    |  | -    |  | -    |  | -    |  | -    |  | -    |  | -    |  | -    |  | -    |  | -    |  | -    |  | -    |  | -    |  | -    |

A partir de 1857, la población de Loranquillo se incluye en el censo de Quintanaloranco.
A partir del censo de 2001, la población que aparece es la población residente, equivalente a la población de derecho. 
La población es de 0 habitantes durante el periodo 2006-2008 según el padrón.